# Wilczęta (gemeente)
De gemeente Wilczęta is een landgemeente in het Poolse woiwodschap Ermland-Mazurië, in powiat Braniewski.
De zetel van de gemeente is in Wilczęta.
Op 30 juni 2004 telde de gemeente 3198 inwoners.

## Oppervlakte gegevens
In 2002 bedroeg de totale oppervlakte van gemeente Wilczęta 147,99 km², waarvan:
- agrarisch gebied: 66%
- bossen: 25%

De gemeente beslaat 12,29% van de totale oppervlakte van de powiat.

## Demografie
Stand op 30 juni 2004:
| Omschrijving                   | Totaal | Totaal | Vrouwen | Vrouwen | Mannen | Mannen |
| ------------------------------ | ------ | ------ | ------- | ------- | ------ | ------ |
| eenheid                        | aantal | %      | aantal  | %       | aantal | %      |
| inwoners                       | 3198   | 100    | 1561    | 48,8    | 1637   | 51,2   |
| bevolkingsdichtheid (inw./km²) | 21,6   | 21,6   | 10,5    | 10,5    | 11,1   | 11,1   |

In 2002 bedroeg het gemiddelde inkomen per inwoner 1712,95 zł.

## Administratieve plaatsen (sołectwo)
Bardyny, Dębień-Karwiny, Dębiny, Gładysze, Księżno, Ławki, Nowica, Słobity (sołectwa: Słobity en Słobity-Stacja Kolejowa), Sopoty, Spędy, Stare Siedlisko, Wilczęta.

## Overige plaatsen
Bronki, Chmielówka, Górski Las, Góry, Jankówko, Karpówek, Lipowa, Sośnica, Tatarki.

## Aangrenzende gemeenten
Godkowo, Młynary, Orneta, Pasłęk, Płoskinia